# Igney (Vosges)
Pour les articles homonymes, voir Igney.
Igney est une commune française située dans le département des Vosges, en région Grand Est.
Ses habitants sont appelés les Hérédiens.

## Géographie

### Localisation

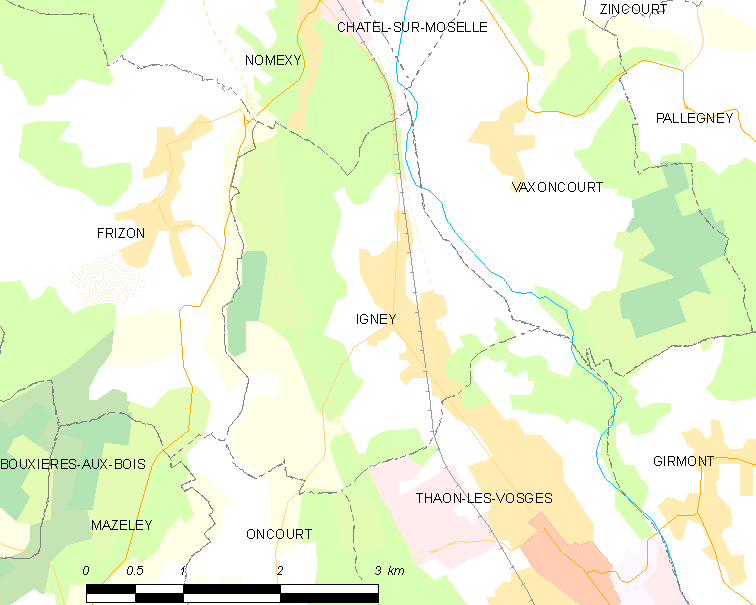
Situation géographique d'Igney.

Igney est située essentiellement sur la rive gauche de la Moselle, à l'ouest de Vaxoncourt, entre Thaon-les-Vosges au sud et Nomexy au nord. Le canal de l'Est traverse la commune, ainsi que la voie ferrée Nancy-Épinal. La cuesta qui sépare Igney d'Oncourt et Frizon à l'ouest est fortement boisée (bois de l'Âtre puis, en direction de Nomexy, bois de la Héronnière).
|        | Nomexy           | Vaxoncourt       |
| Frizon | Igney            |                  |
|        | Thaon-les-Vosges | Thaon-les-Vosges |

### Hydrographie et eaux souterraines
La commune est située dans le bassin versant du Rhin au sein du bassin Rhin-Meuse. Elle est drainée par la Moselle le ruisseau des Cuvieres,.
La Moselle, d’une longueur totale de 560 kilomètres, dont 315 kilomètres en France, prend sa source dans le massif des Vosges au col de Bussang et se jette dans le Rhin à Coblence en Allemagne.

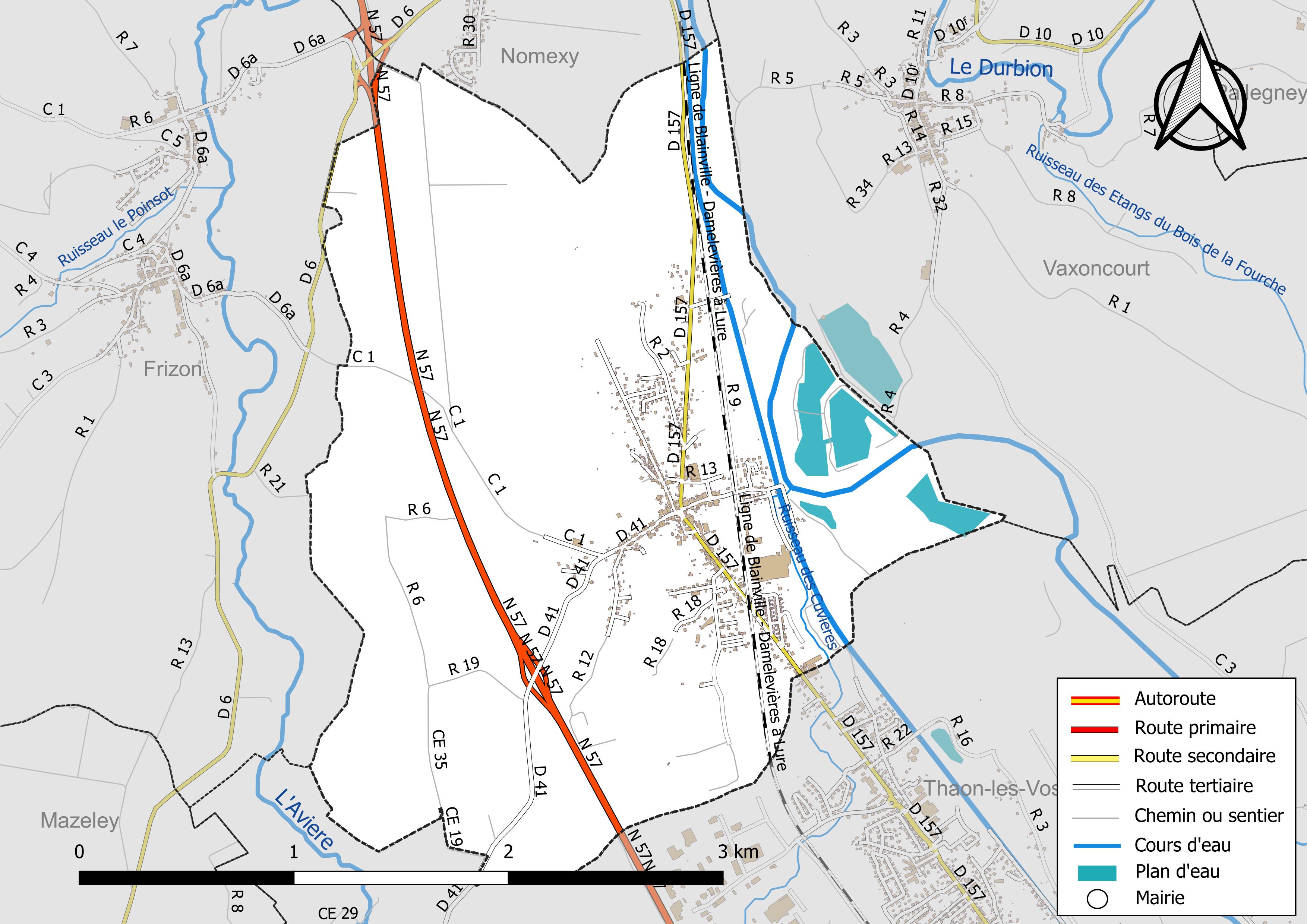
Réseaux hydrographique et routier d'Igney.

La qualité des eaux de baignade et des cours d’eau peut être consultée sur un site dédié géré par les agences de l’eau et l’Agence française pour la biodiversité.
Hydrogéologie et climatologie : Système d’information pour la gestion des eaux souterraines du bassin Rhin-Meuse :
Territoire communal : Occupation du sol (Corinne Land Cover); Cours d'eau (BD Carthage),
Géologie : Carte géologique; Coupes géologiques et techniques,
 Hydrogéologie : Masses d'eau souterraine; BD Lisa; Cartes piézométriques.

### Climat
Pour des articles plus généraux, voir Climat du Grand Est et Climat des Vosges.
En 2010, le climat de la commune est de type climat des marges montargnardes, selon une étude du Centre national de la recherche scientifique s'appuyant sur une série de données couvrant la période 1971-2000. En 2020, Météo-France publie une typologie des climats de la France métropolitaine dans laquelle la commune est exposée à un climat semi-continental et est dans la région climatique  Lorraine, plateau de Langres, Morvan, caractérisée par un hiver rude (1,5 °C), des vents modérés et des brouillards fréquents en automne et hiver. 
Pour la période 1971-2000, la température annuelle moyenne est de 9,5 °C, avec une amplitude thermique annuelle de 17 °C. Le cumul annuel moyen de précipitations est de 961 mm, avec 12,4 jours de précipitations en janvier et 10,2 jours en juillet. Pour la période 1991-2020, la température moyenne annuelle observée sur la station météorologique de Météo-France la plus proche, « Épinal », sur la commune de Dogneville à 7 km à vol d'oiseau, est de 10,3 °C et le cumul annuel moyen de précipitations est de 907,0 mm. 
La température maximale relevée sur cette station est de 39,3 °C, atteinte le 25 juillet 2019 ; la température minimale est de −18,9 °C, atteinte le 12 janvier 1987,,. 
Les paramètres climatiques de la commune ont été estimés pour le milieu du siècle (2041-2070) selon différents scénarios d'émission de gaz à effet de serre à partir des nouvelles projections climatiques de référence DRIAS-2020. Ils sont consultables sur un site dédié publié par Météo-France en novembre 2022.

## Urbanisme

### Typologie
Au 1er janvier 2024, Igney est catégorisée ceinture urbaine, selon la nouvelle grille communale de densité à sept niveaux définie par l'Insee en 2022.
Elle appartient à l'unité urbaine d'Épinal, une agglomération intra-départementale regroupant douze  communes, dont elle est une commune de la banlieue,,. Par ailleurs la commune fait partie de l'aire d'attraction d'Épinal, dont elle est une commune de la couronne,. Cette aire, qui regroupe 118 communes, est catégorisée dans les aires de 50 000 à moins de 200 000 habitants,.

### Occupation des sols
L'occupation des sols de la commune, telle qu'elle ressort de la base de données européenne d’occupation biophysique des sols Corine Land Cover (CLC), est marquée par l'importance des territoires agricoles (39,1 % en 2018), en diminution par rapport à 1990 (41,4 %). La répartition détaillée en 2018 est la suivante : 
forêts (28,7 %), prairies (23,9 %), terres arables (15,2 %), zones urbanisées (14,3 %), milieux à végétation arbustive et/ou herbacée (9,7 %), eaux continentales (4,6 %), mines, décharges et chantiers (3,4 %), zones industrielles ou commerciales et réseaux de communication (0,2 %). L'évolution de l’occupation des sols de la commune et de ses infrastructures peut être observée sur les différentes représentations cartographiques du territoire : la carte de Cassini (XVIIIe siècle), la carte d'état-major (1820-1866) et les cartes ou photos aériennes de l'IGN pour la période actuelle (1950 à aujourd'hui).

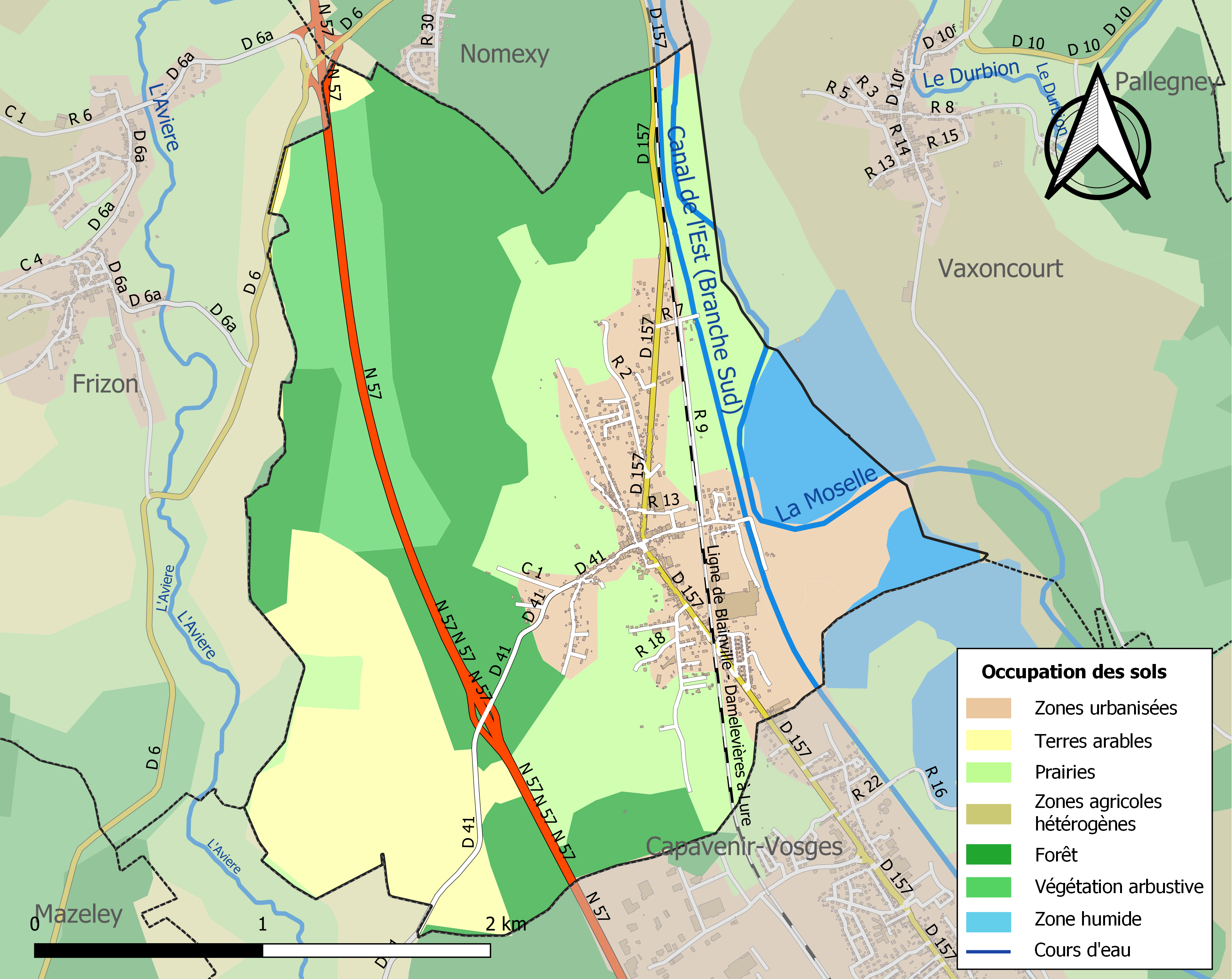
Carte des infrastructures et de l'occupation des sols de la commune en 2018 (CLC).

## Toponymie
Le nom de la localité est attesté sous les formes De Igneis (Xe siècle) ; Partem alodii Igniaci (1109) ; S. de Iggneis (1188) ; Yngney (1189) ; Ygne (1195) ; Igneis (1222) ; Ygneis (1242) ; Ignei (1254) ; De Igneyo (1298) ; Yegney (XIIIe siècle) ; De Ygneyo (1402) ; Igney (1421) ; Ygney (XVe siècle) ; Igny (1664) ; Igney-sur-Moselle (1779) ; Igneium (1768).

## Histoire
Le lieu est déjà occupé à l'époque gallo-romaine (vestiges de voie romaine en direction du bois de la Héronnière).
Dès le Xe siècle, la communauté du lieu est déjà érigée en paroisse, ainsi qu'en témoigne un relevé de redevance de dix deniers au chapitre de Remiremont.
Igney comptait deux seigneuries, dont l'une aux mains de la famille de Mitry, très ancienne famille lorraine présente dans l'administration messine dès le XIIIe siècle. Françoise-Gabrielle-Rose de Mitry, dame d'Igney, fut une poétesse de talent remarquée à la cour du roi Louis XIV. Elle publia deux recueils de vers, dont l'un dédié au marquis de Torcy.
Le village d'Igney fut le théâtre d'une des premières batailles de la campagne de France, le 12 janvier 1814, (connue sous le nom de « combats d'Épinal ») qui opposa les troupes cosaques de l'hetman Platov alliées aux Wurtembergeois commandés par leur prince royal en personne, et les divisions des généraux français Antoine Alexandre Rousseaux et Bernard Étienne Marie Duvignau. Les Français gagnèrent cette bataille meurtrière pour les alliés et réussirent à faire leur jonction avec le gros de la Grande Armée de Napoléon Ier aux environs de Toul.
Sur la grande voie de communication Nancy-Épinal, Igney reçut des visites de personnalités prestigieuses en route pour les eaux vosgiennes, notamment de Plombières… le duc d'Orléans en 1842, peu de temps avant sa mort accidentelle à Paris, l'empereur Napoléon III, la famille impériale et la cour dans les années 1860.
Igney s'est tournée vers l'industrie textile dès la fin du XIXe siècle avec (entre autres) la maison Manuel et a connu son essor principal dès le début du XXe siècle avec l'arrivée du personnage phare de cette région Marcel Boussac. Son usine textile comportait un tissage et une filature. Elle a compté près de six cents salariés jusque dans les années 1960.
Avec l'effondrement de l'empire Boussac, Igney vit des heures difficiles. Bien qu'il ait enrichi le pays d'une manière incontestable et permis aux familles ouvrières de vivre mieux durant près d'un demi-siècle, le paternalisme humaniste de Marcel Boussac a dû faire face à des conflits sociaux qui, importés par les états-majors politico-syndicaux, dépassaient largement le cadre de l'entreprise et de la région. 
Également touchée par la déprise de l'activité d'élevage bovin, la commune tire ses revenus de taxes professionnelles de quelques entreprises de dimension notable dont les Ets Coanus, charpente couverture, spécialisée dans la restauration de toitures de monuments historiques (a notamment restauré les toitures du musée du Louvre), et les Ets Mangenot, boissons et combustibles. Quelques artisans dynamiques y emploient une poignée de salariés, pour la plupart dans des secteurs très qualifiés. Depuis plusieurs dizaines d'années, la commune fait exploiter les gravats (à usage de construction et voirie) du lit de la Moselle, activité certes rémunératrice, mais génératrice de désagréments environnementaux (navettes de camions-bennes, influence sur le paysage), dont certains graves (faune et flore). La réhabilitation des exploitations en étangs aménagés fait le bonheur des amateurs de pêche et des promeneurs.
Après une longue période de baisse, Igney voit sa population croître légèrement dans la mouvance de développement des cités voisines de Thaon-les-Vosges, Chavelot, Épinal etc. au sud et de Nomexy au nord.

## Politique et administration

### Budget et fiscalité 2022

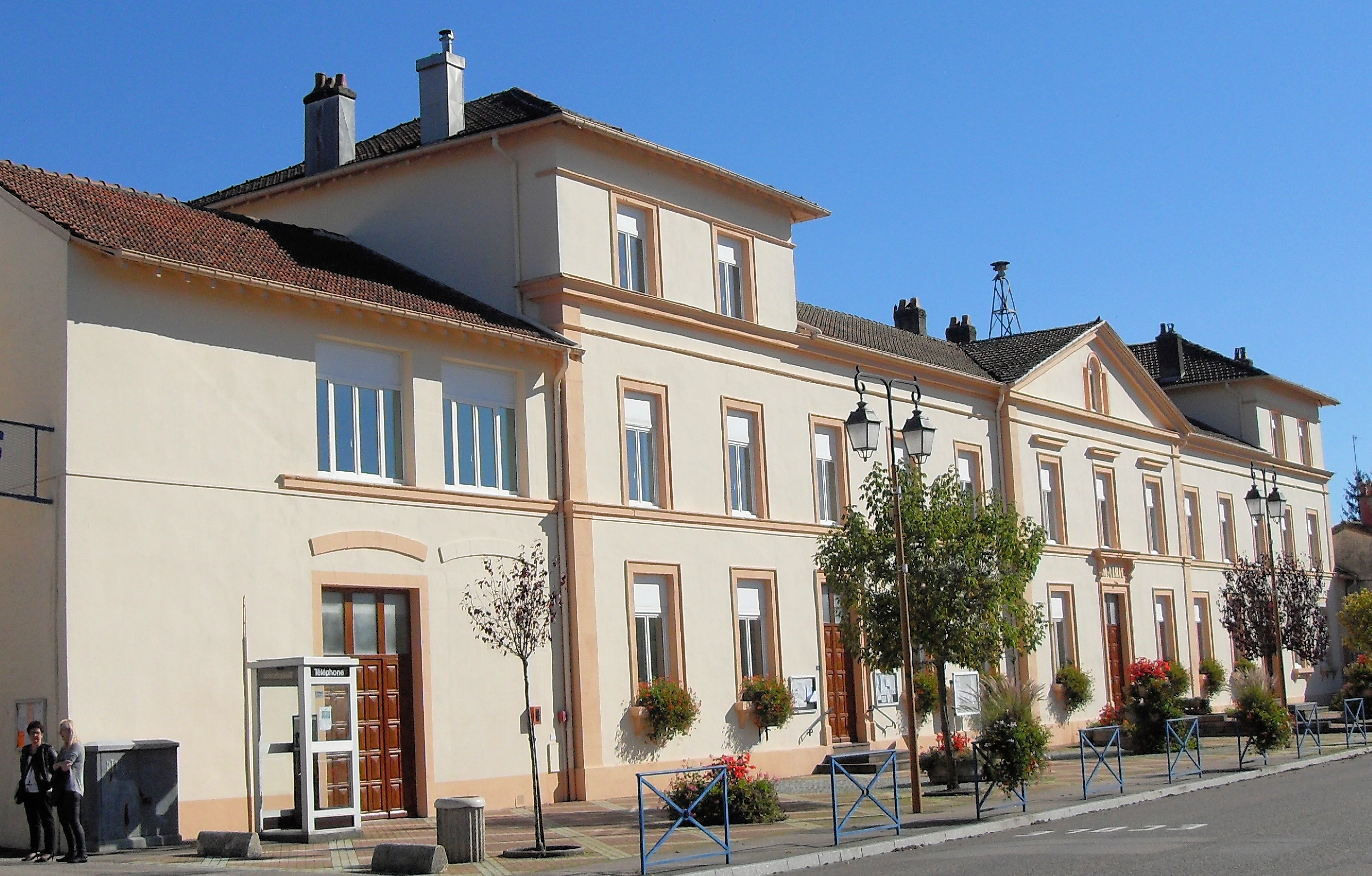
La mairie.

En 2022, le budget de la commune était constitué ainsi :
- total des produits de fonctionnement : 1 000 000 €, soit 852 € par habitant ;
- total des charges de fonctionnement : 819 000 €, soit 698 € par habitant ;
- total des ressources d'investissement : 191 000 €, soit 163 € par habitant ;
- total des emplois d'investissement : 343 000 €, soit 292 € par habitant ;
- endettement : 1 585 000 €, soit 1 350 € par habitant.

Avec les taux de fiscalité suivants :
- taxe d'habitation : 9,04 % ;
- taxe foncière sur les propriétés bâties : 39,70 % ;
- taxe foncière sur les propriétés non bâties : 19,73 % ;
- taxe additionnelle à la taxe foncière sur les propriétés non bâties : 0,00 % ;
- cotisation foncière des entreprises : 0,00 %.

Chiffres clés Revenus et pauvreté des ménages en 2021 : médiane en 2021 du revenu disponible, par unité de consommation : 23 530 €.

### Liste des maires
| Période                                  | Période                      | Identité           | Étiquette | Qualité |
| ---------------------------------------- | ---------------------------- | ------------------ | --------- | ------- |
| Les données manquantes sont à compléter. |                              |                    |           |         |
| 1947                                     | 1950                         | Joseph Parisot     | PCF       |         |
| 1953                                     | 1965                         | Georges Defranoux  |           |         |
| 1965                                     | 1983                         | André Faccini      | PCF       |         |
| 1983                                     | Mars 1995                    | Bernard Gavoille   | PCF       |         |
| mars 1995                                | mars 2008                    | Gérard Kurtzmann   | DVG       |         |
| mars 2008                                | mars 2020                    | Jean-Marie Rémy    |           |         |
| mars 2020                                | En cours (au 6 juillet 2023) | Sandrine Queyreyre |           |         |

## Économie

### Entreprises et commerces

#### Agriculture
- Culture et élevage associés.
- Élevage de vaches laitières.
- Élevage d'autres bovins et de buffles.

#### Tourisme
- Hébergements et restauration à Épinal, Vincey, Sanchey, Rugney.

#### Commerces
- Commerces et services de proximité.

## Population et société

### Démographie

#### Évolution démographique
L'évolution du nombre d'habitants est connue à travers les recensements de la population effectués dans la commune depuis 1793. Pour les communes de moins de 10 000 habitants, une enquête de recensement portant sur toute la population est réalisée tous les cinq ans, les populations de référence des années intermédiaires étant quant à elles estimées par interpolation ou extrapolation. Pour la commune, le premier recensement exhaustif entrant dans le cadre du nouveau dispositif a été réalisé en 2005.

En 2022, la commune comptait 1 143 habitants, en évolution de −3,22 % par rapport à 2016 (Vosges : −2,96 %, France hors Mayotte : +2,11 %).
| 1793 | 1800 | 1806 | 1821 | 1831 | 1836 | 1841 | 1846 | 1856 |
| ---- | ---- | ---- | ---- | ---- | ---- | ---- | ---- | ---- |
| 266  | 292  | 321  | 359  | 346  | 373  | 394  | 405  | 458  |

| 1861 | 1866 | 1876 | 1881 | 1886 | 1891 | 1896 | 1901  | 1906  |
| ---- | ---- | ---- | ---- | ---- | ---- | ---- | ----- | ----- |
| 503  | 470  | 476  | 489  | 491  | 497  | 776  | 1 005 | 1 176 |

| 1911  | 1921  | 1926  | 1931  | 1936 | 1946  | 1954  | 1962  | 1968  |
| ----- | ----- | ----- | ----- | ---- | ----- | ----- | ----- | ----- |
| 1 175 | 1 132 | 1 123 | 1 152 | 974  | 1 109 | 1 290 | 1 312 | 1 310 |

| 1975  | 1982  | 1990  | 1999  | 2005  | 2006  | 2010  | 2015  | 2020  |
| ----- | ----- | ----- | ----- | ----- | ----- | ----- | ----- | ----- |
| 1 307 | 1 171 | 1 075 | 1 090 | 1 140 | 1 120 | 1 162 | 1 165 | 1 156 |

| 2022  | - | - | - | - | - | - | - | - |
| ----- | - | - | - | - | - | - | - | - |
| 1 143 | - | - | - | - | - | - | - | - |

### Enseignement
Établissements d'enseignements : 
Écoles maternelles et primaires à Igney, Vaxoncourt, Thaon-les-Vosges, Nomexy.
- Collèges à Igney, Vaxoncourt, Thaon-les-Vosges, Nomexy.
- Lycées à Thaon-les-Vosges, Châtel-sur-Moselle, Golbey, Épinal.

### Santé
Professionnels et établissements de santé :
- Médecins à Châtel-sur-Moselle, Nomexy, Girmont, Thaon-les-Vosges, Chavelot, Vincey.
- Pharmacies à Châtel-sur-Moselle, Nomexy, Thaon-les-Vosges, Vincey.
- Hôpitaux à Châtel-sur-Moselle, Thaon-les-Vosges, Golbey.

### Cultes
- Culte catholique, Paroisse Saint-Brice[26], Diocèse de Saint-Dié.

## Culture locale et patrimoine

### Lieux et monuments

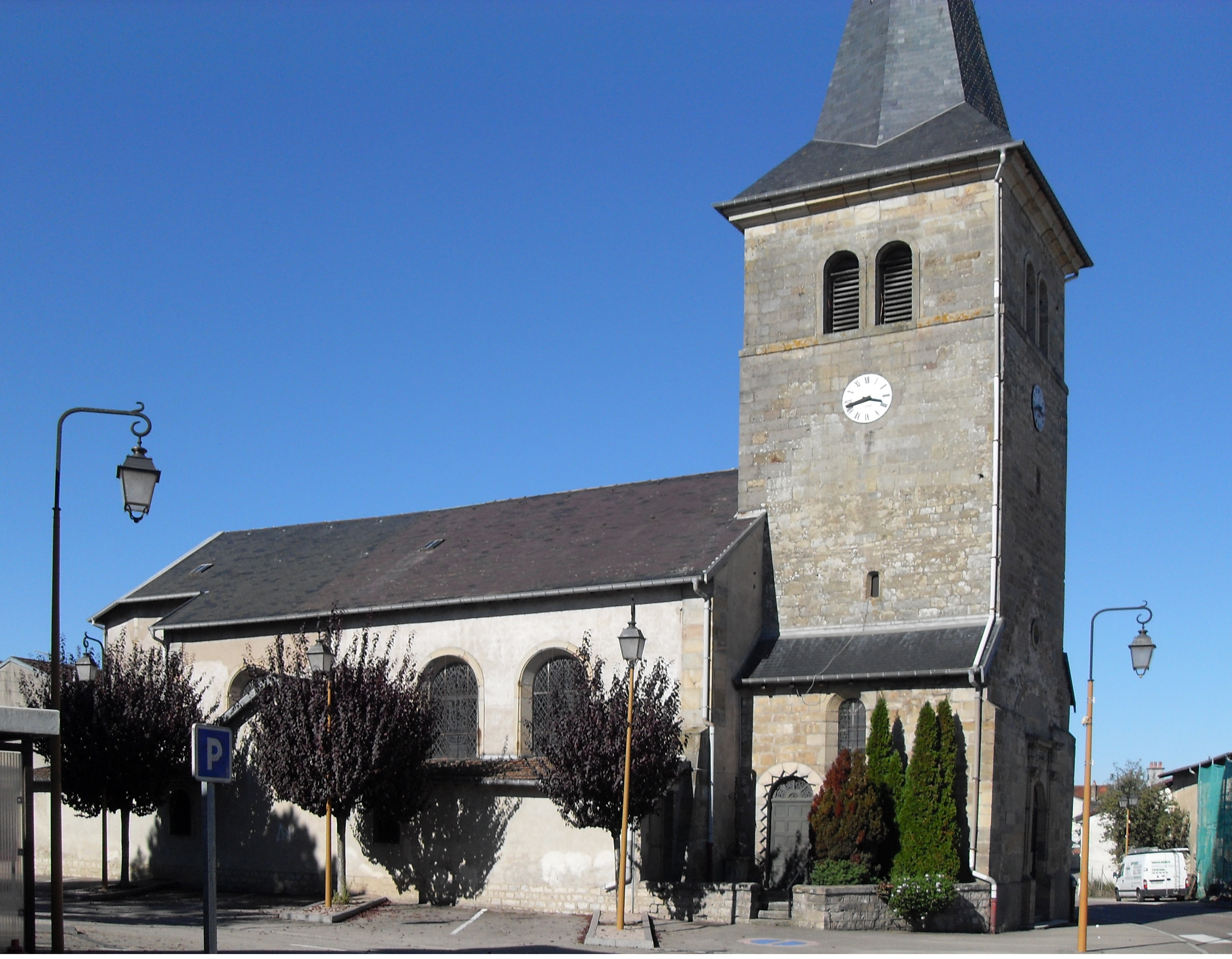
L'église Saint-Nicolas d'Igney, côté sud.
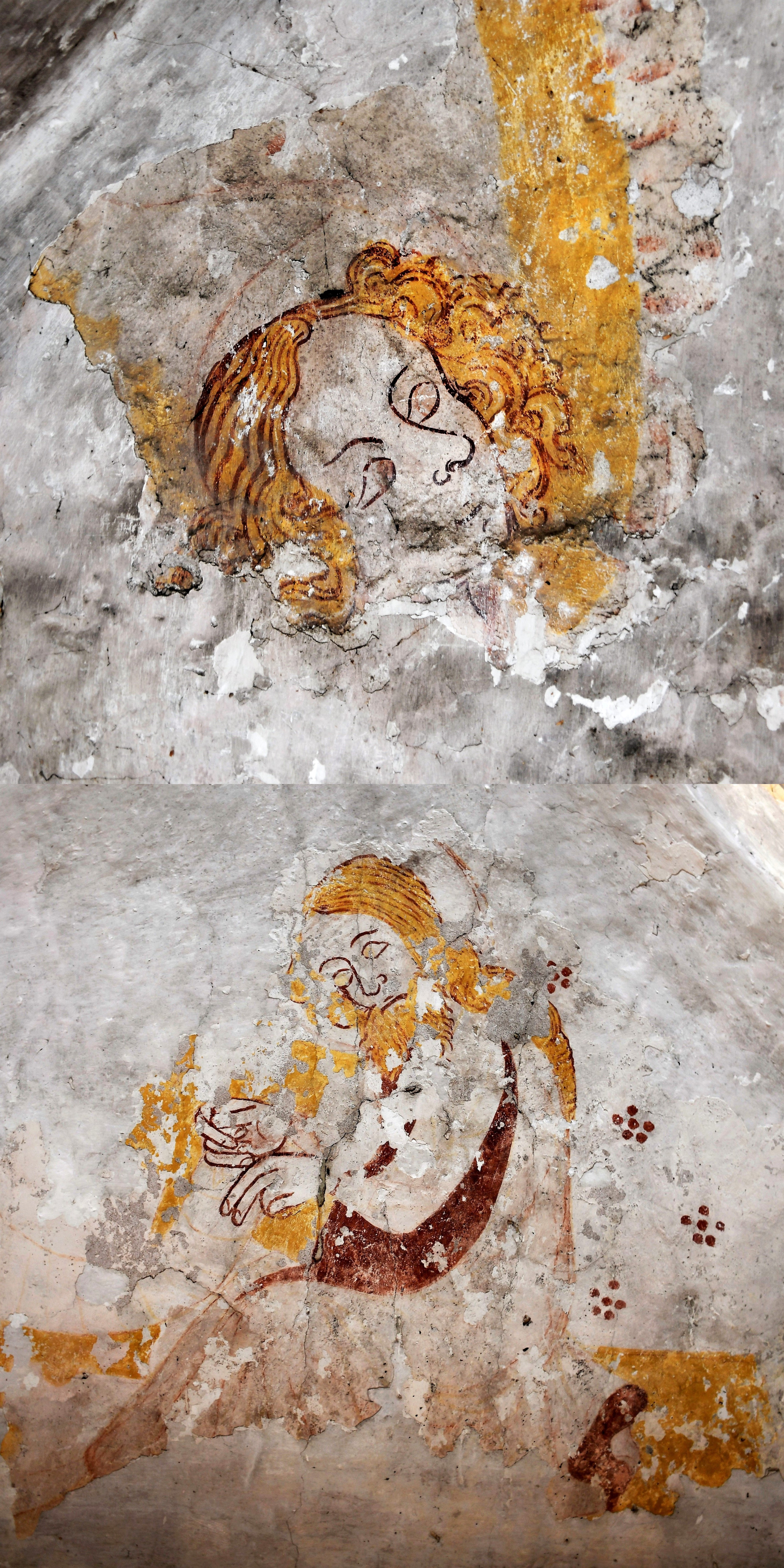
L'église Saint-Nicolas : Fresques du XIIIe siècle.
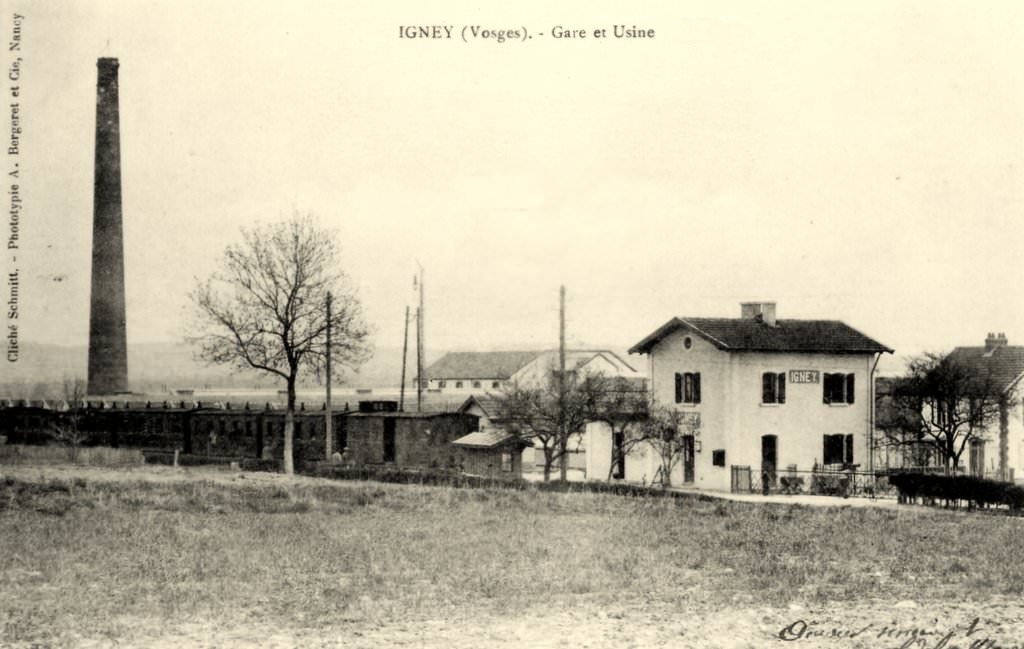
Carte postale de la gare vers 1920.
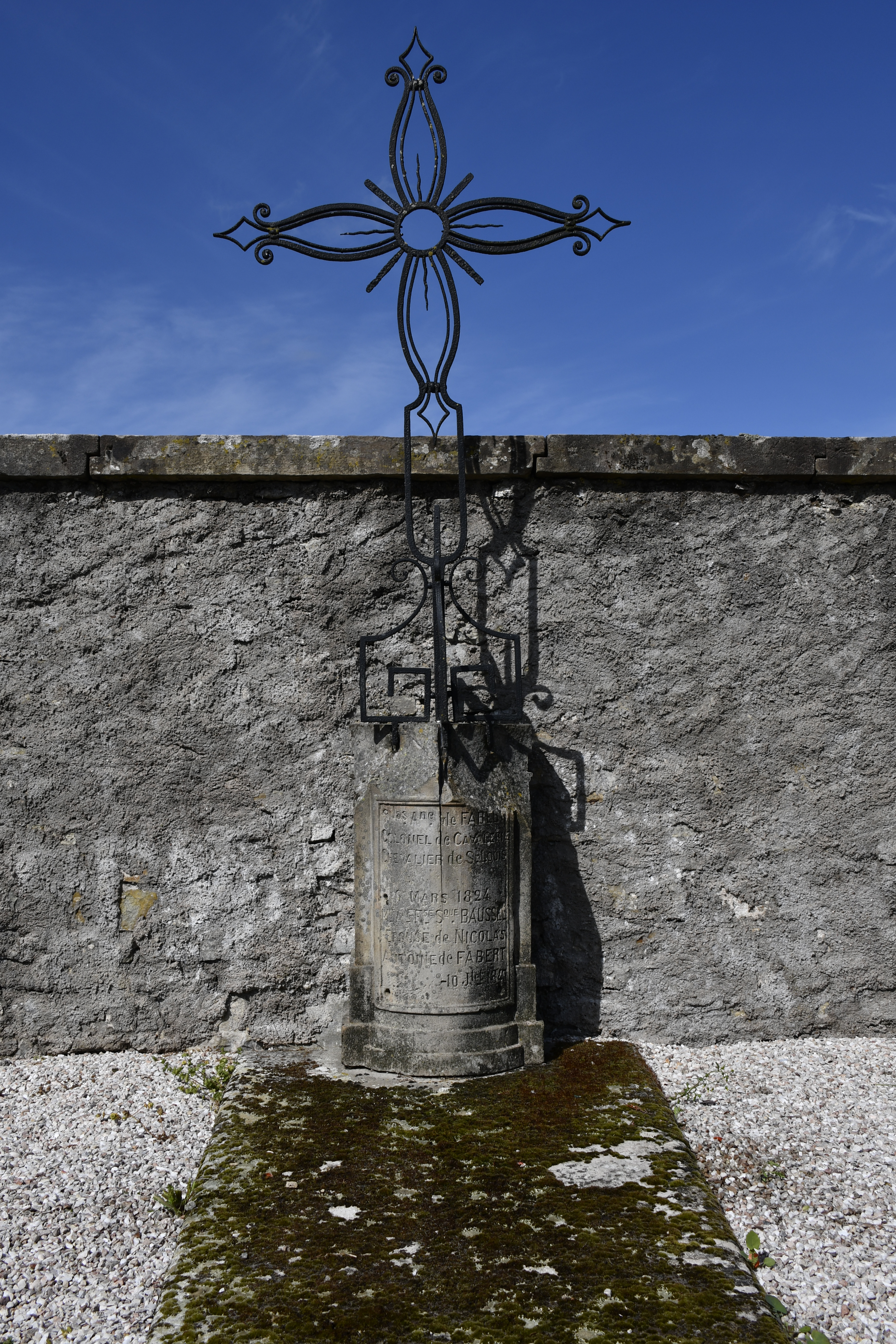
Tombe du colonel de Fabert.

#### Lieux et monuments remarquables
La commune contient un monument et cinq objets répertoriés à l'inventaire des monuments historiques ainsi que deux objets répertoriés à l'inventaire général du patrimoine culturel :
- l'église Saint-Benoît (Saint-Nicolas et Notre-Dame), dont la tour est classée 27 novembre 1905[28]. Cette église a été presque entièrement reconstruite au XVIIIe siècle. On n'a conservé de l'ancienne église romane que la travée de chœur sur laquelle s'élevait le clocher, entre la nef et l'abside. On a aussi changé son orientation  : elle est maintenant d’est à ouest. La travée de chœur est devenue un porche. Tout le haut du clocher a été également refait. La travée inférieure semble dater de la seconde moitié du XIIe siècle. Elle est carrée, encadrée par quatre arcs doubleaux en plein cintre[29].

Dans cette église, cinq objets sont classés :
- l'orgue de tribune, construit en 1841 par Antoine Grossir, facteur de Dommartin-lès-Remiremont, est classé depuis le 4 décembre 1998[30] ainsi que son buffet simple à trois tourelles[31] et la partie instrumentale de l'orgue[32],[33];
- la cloche dont la robe est ornée de la Crucifixion et d'un médaillon représentant saint Michel terrassant le dragon, est classée depuis le 24 décembre 1912[34] ;
- la peinture murale du XIIIe siècle représentant les Évangélistes, est classée depuis le 27 novembre 1905[35].

Par ailleurs, la commune contient deux objets remarquables :
- la croix de chemin dite croix de la frontière, datée de 1873[36] ;
- la croix de chemin, datée du milieu du XXe siècle[37].

#### Autres lieux et monuments
On peut voir, en outre, dans cette église deux statues honorables en bois doré du XVIIIe siècle : 
- une Vierge à l'Enfant,
- et un saint Nicolas, des éléments de décoration de l'ancien chœur du XIIe siècle, une Vierge de pierre polychrome des XVe/XVIe siècles (Notre-Dame d'Igney dont la légende dit que, découverte dans les sables de la Moselle lors du creusement du canal de l'Est, elle fut chargée sur un chariot pour être transportée vers Épinal… Mais, arrivés devant l'église d'Igney, les bœufs auraient refusé d'aller plus loin. Installée dans une chapelle latérale, elle est devenue l'objet d'un important culte local et d'un pèlerinage de septembre éteint depuis les années 1950).

On peut voir également :
- Fontaine constituée d'un bassin circulaire en fonte[38].
- place de la Fontaine, les vestiges de l'école primitive XVIIIe siècle (façade de la boulangerie) et, à quelques pas de là, en face du salon de coiffure, une fenêtre à linteau trilobé probablement du XVIe siècle.
- au musée départemental d'Art ancien et contemporain à Épinal, une remarquable statue en grès de l'École Rhénane, probablement du XVe siècle, représentant grandeur nature un saint Pierre porteur de ses clés. Elle a été découverte dans une cave du village fin XIXe siècle.
- Le monument aux morts[39]. On peut voir aussi, dans le vieux cimetière, la tombe du colonel de Fabert, chevalier de l'Ordre du Saint-Esprit.

### Personnalités liées à la commune
- Gilles Laporte (1945-), écrivain, scénariste, homme de radio-télévision et conférencier, né à Igney.
- Henri Glaudel, lieutenant-colonel[40].

### Héraldique
| Blason | Blasonnement : D'or à la fasce de gueules chargée de trois besants d'or. Commentaires : Les armes de la deuxième maison d'Igney, d'ancienne chevalerie, ont été adoptées par la commune. |

## Pour approfondir